# 4073 Жуйаньчжунсюе
4073 Жуйаньчжунсюе (4073 Ruianzhongxue) — астероїд головного поясу, відкритий 23 жовтня 1981 року.
Тіссеранів параметр щодо Юпітера — 3,176.
Названо на честь середньої школи Жуй'ань (кит.: 瑞安中学), що знаходиться у провінції Чжецзян (Китай).